# Nimschütz
Nimschütz war eine Siedlung, die sich seit dem Mittelalter nordöstlich des heutigen Bautzner Ortsteils  Gesundbrunnen befand. Sie wurde 1972/73 für die Anlage der Talsperre Bautzen aufgegeben.

## Geschichte
Auf das Mittelalter geht der 1973 gemachte Fund eines Schwertortbandes zurück.
Der Ort wurde 1301 zum ersten Mal als Gneutiz erwähnt. Er wird 1304 als villa canonicorum (Dorf der Kanoniker) erwähnt und gehörte demnach wohl zum Domstift Bautzen. 1936 wurde Nimschütz zu Burk eingemeindet und war bis zur Devastierung in den Jahren 1972/1973 besiedelt.
Nimschütz ist heute ein archäologisches Denkmal und steht somit unter Schutz. Beim letzten Ablassen der Talsperre waren Bebauungsreste noch erkennbar. Der historische Nebenort Malsitz wurde durch den Bau der Talsperre ebenfalls geflutet.